# Medinilla magnifica
Espèce
Statut de conservation UICN

 LC  : Préoccupation mineure
Medinilla magnifica est une espèce de plantes à fleurs du genre des Medinillées, dans la famille des Melastomataceae. C'est une plante tropicale originaires des Philippines. Elle compte parmi les plus belles découvertes jusqu'à ce jour parmi les 521 espèces de medinillées et une des rares espèces pouvant être cultivées comme plante d'intérieur. Elle fut baptisée par Josè de Medinilla y Pineda, qui était gouverneur sur la péninsule des Mariannes au XIXe siècle. « Magnifica » vient du latin et signifie « magnifique ».

## Noms vernaculaires
- Aux Philippines: Kapa-kapa[2]
- En anglais : chandelier tree, showy melastome, showy medinilla, Malaysian orchid, Malaysian orchid medinilla[3]

## Caractéristiques
Medinilla magnifica est la seule espèce de medinillées avec de magnifiques inflorescences roses et possède jusqu'à une centaine de fleurs. Dans de bonnes conditions, cet arbuste pousse jusqu'à deux mètres de hauteur, et peut occuper un volume important. Ses branches sont en quatre parties et à écorce, divisées  en nœuds. Sur chacune des quatre parties d'une branche pendent des feuilles qui mesurent jusqu'à 30 centimètres de long. Chaque feuille est composée d'une nervure centrale, et semble tannée au toucher. Des branches secondaires pendent à partir de la branche principale à partir d'un coude qui court jusqu'à la pointe de la feuille. Le long de la tige, deux feuilles opposées couvrent une panicule qui pend jusque 30 centimètres à partir des feuilles jusqu'au sol. Les panicules, allant du rouge corail au rose, peuvent durer jusqu'à 10 semaines.

## Diffusion
La plante est indigène des Philippines, des îles de Luzon, de l'île de Mindanao, de Mindoro, Negros et de Panay.
Dans sa forme naturelle, elle est une des plantes à fleurs épiphytes les plus impressionnantes. Elle est nommée Kapa-kapa dans la langue locale. Elle pousse sur les branches des arbres de la famille des diptérocarpacées de 300 à 500 mètres d'altitude, dans les forêts de basse montagne de 400 à 1000 mètres d'altitude ou dans les forêts de mousses fréquentant les nuages en altitude jusque 1400 mètres. Elle pousse dans des lieux éclairés, sans le besoin d'être directement exposée à la lumière du soleil, et où le taux d'humidité est de 50% minimum.
S. L. Welsh rapporte que la Medinilla Magnifica pousse aussi bien en tant qu'arbuste autonome qu'en tant qu'arbuste épiphyte.
Selon les scientifiques philippins, elle compte désormais parmi les espèces menacées en raison de la déforestation qui détruit la canopée. La déforestation par les populations locales la prive des conditions optimales de pousse. Selon toute vraisemblance, il existe aujourd'hui davantage de plants de cette espèce dans les cultures de jardin qu'en milieu naturel.
Cependant elle n'apparaît pas encore dans la Liste Rouge des Espèces menacées de la World Conservation Union (État : avril 2007).

## Utilisation
Peu avant 1850, Medinilla magnifica a été introduite de Manille par les botanistes Veitch and Son et a été cultivée en serres à Exeter. Elle a été la vitrine de la Horticultural Society de Londres au printemps de 1850  et a reçu la Grande Médaille d'argent. À l'époque, comme aujourd'hui, considérée comme l'une des plus grandes et les plus remarquables plantes de culture, l'intérêt croissant pour la plante a encouragé les amateurs à s'en procurer davantage en milieu naturel. Veitch a cherché à garder le milieu naturel de la plante secret en annonçant que la plante avait été découverte sur l'île de Java en Indonésie. Nous savons maintenant que l'information est fausse, la plante étant endémique des Philippines.
Medinilla magnifica gagne aujourd'hui encore en popularité en tant que plante ornementale.
Elle n'est pas comestible.

## Importance en Belgique
Le Roi Baudouin Ier, grand admirateur de belles plantes, fit cultiver Medinilla magnifica dans les serres royales. 
Medinilla magnifica décore le billet de 10000 francs belge.

## Medinilla magnifica comme plante d'intérieur

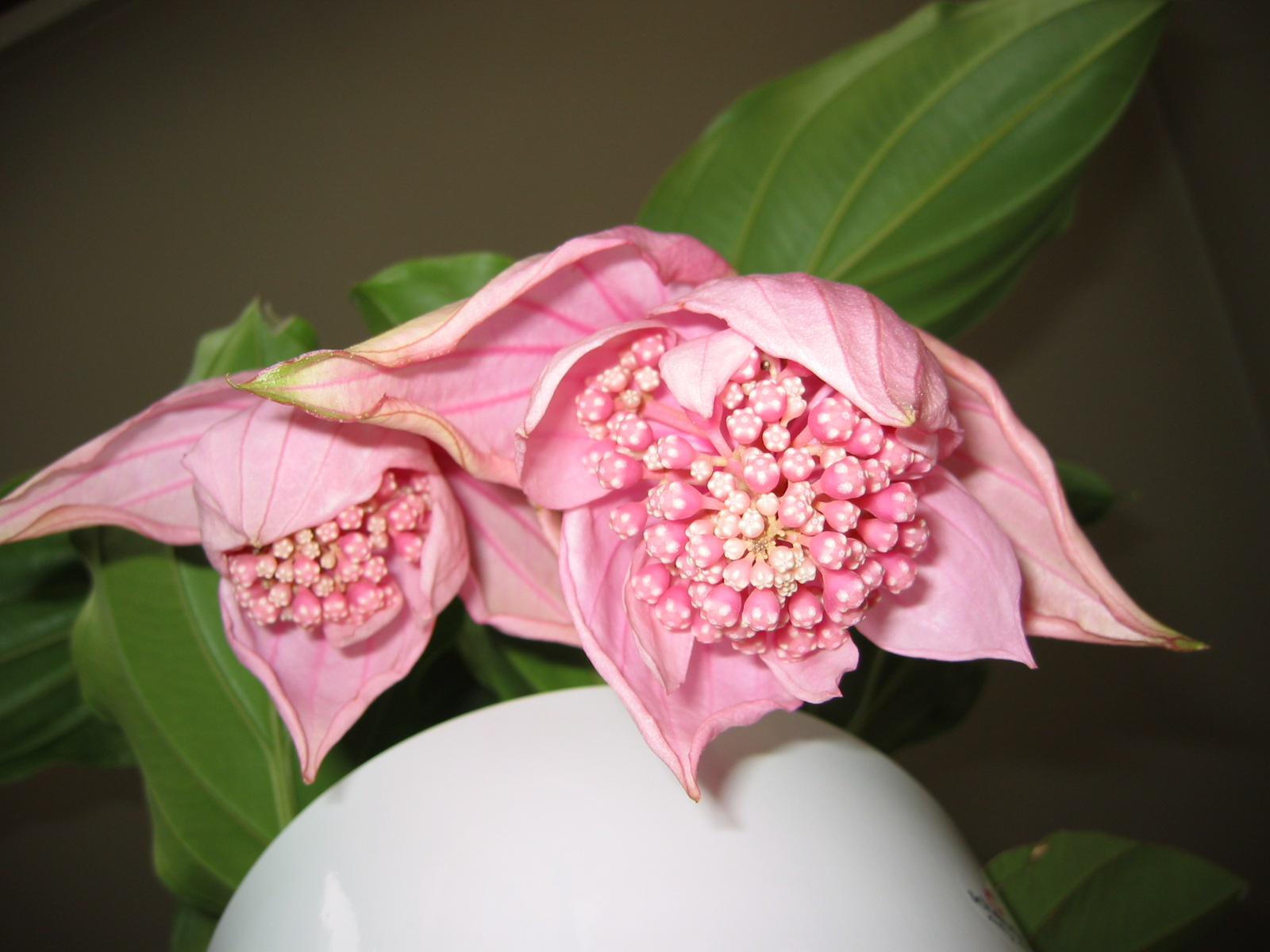
Bourgeonnement des fleurs de Medinilla magnifica (photo prise par le bas)

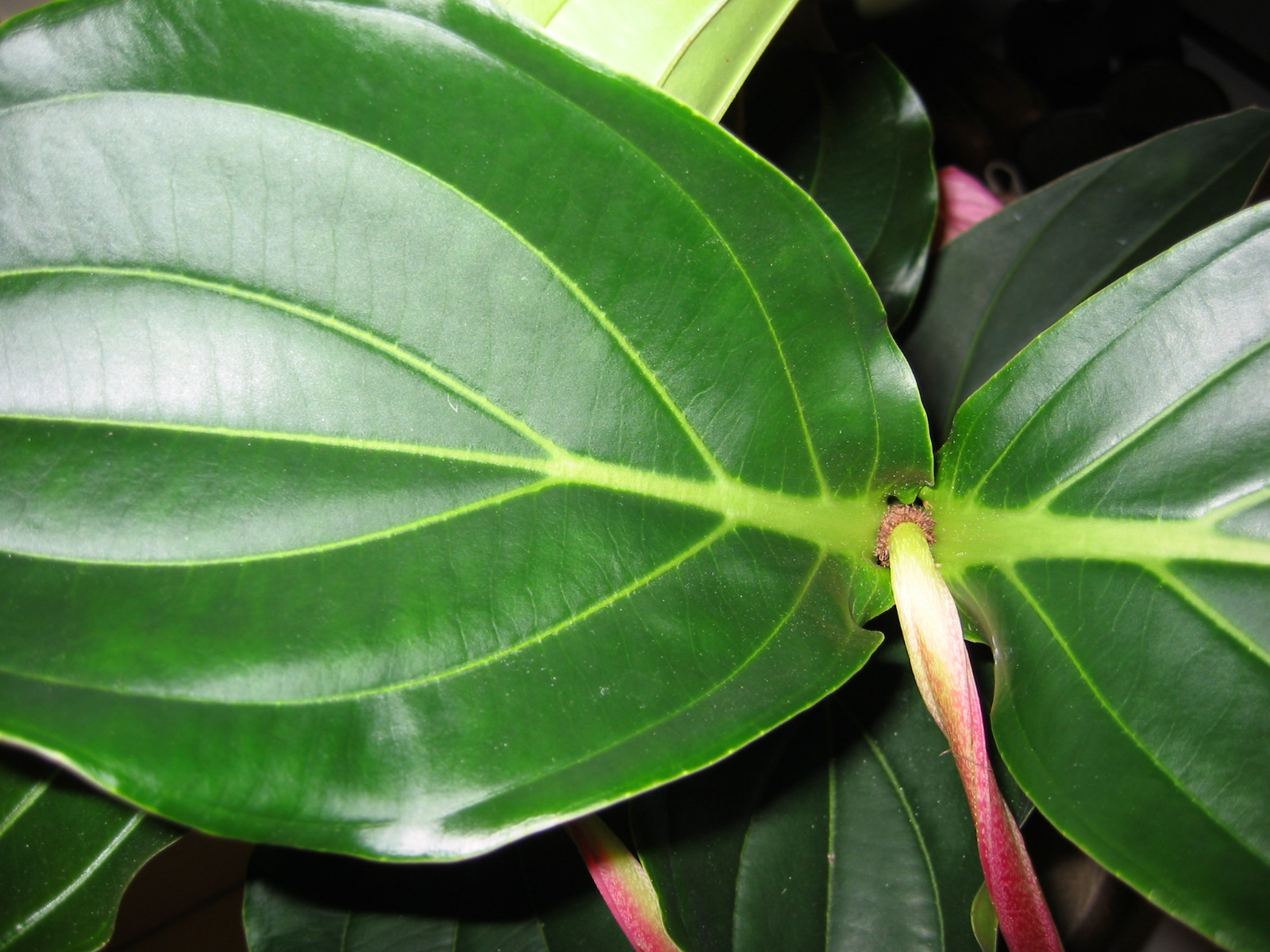
Pédoncule entre les deux feuilles opposées.

### Exposition
Medinilla magnifica préfère un emplacement lumineux. De novembre au début d'année, elle supporte la lumière du soleil direct, aussi bien le matin que le soir. Le reste de l'année, il convient de la protéger de la lumière directe du soleil.

### Température
Pour cette plante la température idéale est entre 16 et 25 °C. Il importe que la température ne soit pas inférieure à cette fourchette pour la zone racinaire. Une température basse combinée à un manque de lumière et l'humidité de la terre provoque un risque de développement d'infection des feuilles, et d'infestation par des ravageurs (Bouclier et le puceron lanigère). Après la phase de floraison et de la formation complète de nouvelles feuilles, la plante doit être déplacée dans un endroit plus frais (16 à 18 °C), afin de permettre la formation de nouveaux boutons floraux. Après leur apparition, la plante peut retourner dans un lieu chaud, afin de favoriser la formation des fleurs. Ensuite, il est préférable que la plante ne soit plus tournée ou déplacée.

### Arrosage
Medinilla magnifica doit être arrosée avec modération, préférablement avec de l'eau adoucie à température ambiante. Elle pousse dans une terre plus sèche qu'humide. En été lors de grandes chaleurs, elle a besoin d'être plus arrosée. Il est préférable d'imprégner la terre d'eau plutôt que de pulvériser les feuilles. L'eau ne doit cependant pas rester stagnante. Considérant le taux d'humidité de la jungle d'où elle vient, en temps normal, la plante peut être pulvérisée d'eau. Au cours des deux à trois mois de période de repos hivernal, la plante doit être légèrement arrosée.

### Engrais
Normalement, il suffit de mélanger à l'eau de l'engrais pour les plantes une fois par mois. Après la floraison, l'engrais peut être versé une fois toutes les deux semaines car, pendant cette phase, de nouvelles pousses cherchent à se former. La terre doit être aérée, riche en humus (pH 5,5) et coupée avec des morceaux grossier (copeaux, terre cuite, etc.).

### La taille et le rempotage
Après la floraison, il est recommandé de couper les fleurs fanées, afin d'encourager la formation des nouvelles fleurs. De nouvelles feuilles se forment là où se trouvaient les anciennes fleurs.
En principe, il est possible de rempoter la fleur à n'importe quel moment de l'année. Il convient de le faire tous les deux ans. Cependant, pendant la floraison, les nouvelles fleurs peuvent être endommagées par le rempotage. Lors d'un rempotage au printemps, il est possible de tailler les pousses individuelles en mauvais état. Les grandes racines peuvent également être réduites.

### Multiplication végétative
Medinilla magnifica peut être reproduite de manière végétative de la manière suivante :
- La première option consiste dans l'extraction de pousse pour en faire des boutures en janvier ou février, dans une terre imprégnée d'eau enrichie en hormones de bouturage, dans un environnement chaud (30-35 °C) et très humide. Dans ce contexte, des racines peuvent se former.
- La deuxième possibilité consiste en la méthode de marcottage de mars à avril.